# Førerhus
Førerhuset på et køretøj er den kabine hvor føreren sidder. På de fleste personbiler og busser sidder alle passagerer i samme kabine, og man kan derfor ikke tale om et førerhus på disse køretøjer. Det samme gælder visse typer varevogne (kassevogne), hvor lastareal og personareal er sammenbygget, dvs. de varevogne der ligner en minibus uden vinduer. Anderledes er det med ladvogne, hvor lad og passagerdel er adskilt. Selvom ladet også her kan være lukket, og endda rage hen over førerhuset, så er der fri luft mellem førerhusets bagvæg og ladets forvæg, og som tommelfingerregel er det dette der afgør om der er separat førerhus eller ej.
Førerhuse ses desuden på lastbiler, mange traktorer, mange entreprenørmaskiner, kraner og andet udstyr, der normalt betjenes af en eller to personer.

## Indretning
Alt efter hvad funktion førerhuset har, er det mere eller mindre luksuriøst opbygget. Førerhuset på en gaffeltruck eller kran er ofte sparsommeligt indrettet med rat, sæde og de nødvendigste håndtag og knapper, og døre eller vinduer er ikke altid til stede. På en langturslastbil ser man derimod ofte udstyr der får førerhuset til at minde om en liebhaverbolig i miniformat. Især i USA har man tradition for store tilbygninger på førerhusene, da kabinens længde ikke medregnes i den tilladte vogntogslængde som den gør i Europa, men også i Danmark ser man sovekabiner med dobbeltseng, parabol-tv, komplet køkken med komfur, køl og frys, håndvask og beklædning efter chaufførens egne ønsker. Enkelte har endda skiftet passagersædet ud med kombineret toilet og brusekabine, så de ikke er afhængige af tvivlsomme rastepladsers varierende hygiejneforhold.

## Oprindelig funktion
Førerhuses opbygning har udgangspunkt i at beskytte føreren mod vejrlig og i visse situationer mod nedfaldende genstande. Efterhånden som man har analyseret ulykker og deraf følgende skader, er der også kommet krav om en vis stabilitet hvis maskinen eller køretøjet vælter om på siden eller på taget. Dette medfører at der i de fleste førerhuse er kraftige vanger og stolper, der forbinder gulvet med taget, selvom disse efterhånden gøres mindre på nye modeller, når der opfindes stærkere materieler eller mere stabile sammensætninger. Forskning i dette skyldes krav om større lasteevne og lavere egenvægt for at udnytte materiellet optimalt (for lastbiler) eller for at spare på vægtafgift (mest for andre maskiner). Kravene er så hårfine, at selv en vægtbesparelse på under ti kilo på en hel lastbil ofte fremhæves i branchens nyhedsmedier. Paradoksalt nok ser man flere og flere vognmænd og chauffører, der bestiller det letteste og nyeste førerhus med henvisning til lasteevnen, hvor efter de fylder adskillige hundrede kilo ekstra på i form af eksempelvis dobbelte udstødningsrør, store værktøjsskabe med varmelegemer, ekstra lamper, kængurugitter på fronten, læderindtræk, kaffemaskine, ovn, TV og DVD-afspiller samt parabolantenne og de klassiske to Michelin-mænd på solskærmen.

## Opbygning
Overordnet set opbygges et førerhus efter formålet med køretøjet. Der vurderes altid om der er mest behov for komfort ved langtidsopgaver eller funktionalitet ved kortvarige ophold, idet mange detaljer i den ene retning mindsker kvaliteten i den anden retning. Som eksempler kan nævnes en traktor, hvor der oftest er behov for at føreren kan nå et utal af håndtag og kontakter, som derfor nærmest samles i en cirkel omkring sædet. Mange langturschauffører foretrækker et plant gulv med gennemgang og fuld ståhøjde til komfortabelt tøjskift inden der soves i sengen. Mange distributionschauffører vægter at der er nem (lav) ind- og udstigning samt en dokumentplads hvor de kan skele til adresser og husnumre på køresedler mens de kører. Uanset hvor meget producenterne anstrenger sig, vil det være fysisk umuligt at opfylde disse tre krav samtidigt, med mindre førerhuset monteres som en separat blok foran motor og forhjul, og denne løsning er ikke rentabel i nogen af de tre eksempler, da køretøjerne herved bliver for lange til de opgaver der skal udføres.

### Traktorer og andre arbejdsredskaber
På en traktor er førerhuset oftest placeret over og lidt foran bagakslen, så føreren sidder midt på køretøjet, mellem bagskærmene, med et ben på hver side af gearkassen. Dette giver en vis sikkerhedsafstand til frontmonteret udstyr, lige godt udsyn til begge sider og direkte udsyn til bagmonteret udstyr. Visse modeller har kun udgang i den ene side, hvilket åbner mulighed for at instrumentbordet kan fortsættes i en ergonomisk hensigtsmæssig kurve direkte over i armlænet, så man med et minimum af anstrengelse kan betjene de mange funktioner der efterhånden er til både traktoren selv og det udstyr den medbringer under arbejdet. På visse traktorer og på rendegravere er sædet desuden indrettet, så det kan vendes 180 grader, så man kan sidde korrekt når man betjener gravearm eller lignende udstyr der er placeret bag på maskinen.
Opbygningen med et enkelt, centralt placeret sæde findes også på mange andre køretøjer, der primært er til arbejdskørsel, selvom placeringen bag på køretøjet ikke altid benyttes. Som eksempel kan nævnes fejemaskiner, parkpresonales servicekøretøjer, bobcats og andre specialredskaber til korte distancer.
På gravemaskiner og kraner ses ofte et førerhus der er placeret i den ene side, så det ikke sidder i vejen for kranarm eller gravearm, der normalt placeres i midten for at give optimal stabilitet.

### Lastbiler
På en lastbil monteres de fleste førerhuse i Danmark over motoren og med sæderne næsten lige over forakslen, mens man især i USA foretrækker en opbygning hvor motoren er forrest, efterfulgt af førerhuset. De amerikanske udtryk cabover (cab-over-engine) og conventional bliver mere og mere kendte også i Danmark, selvom de forskellige europæiske udtryk må forventes at holde længe endnu. Tidligere var lastbiler i Danmark også opbygget efter den amerikanske model, eksempelvis var Volvo-modeller angivet som N for Normal (med snude) eller F for Frembygget, der angav at førerhuset var flyttet frem over motoren. Nu (2006) har Volvo og Scania som de sidste europæiske producenter opgivet at producere en snude-model, da kundegrundlaget er for lille til at dække design- og produktionsomkostningerne. Det vil normalt kun være vogne der kører med særligt tungt gods som jord, murbrokker, betonprodukter og lignende, der kan udnytte lasteevnen på trods af den mindre ladflade der kommer når en eller to meter af køretøjets længde udgøres af en motorsnude. Samtidigt vælger flere vognmænd i stedet at købe en frembygget model med tilsvarende kortere lad, da man med en kortere bil nemmere kan komme rundt om hjørner på byggepladser og små veje.
I Europa er der skrappe regler for hvor lange køretøjer må være, og med en branche i skarp konkurrence samt stadigt stigende krav fra myndigheder og kunder, er der behov for størst muligt areal på ladet, hvilket gør at manden med det korteste førerhus teoretisk vinder opgaven. Af samme årsag sås tidligere en del langtursbiler med hvilekøje monteret i en "tagboks" over sæderne, hvis bilen primært kørte med volumegods (altså gods der fylder meget men ikke vejer nok til at nærme sig køretøjets tilladte totalvægt, eksempelvis blomster, isolering eller emballage). Denne opbygning kaldes også på dansk en topsleeper, i modsætning til den klassiske opbygning med en eller to køjer bag sæderne. Lovgivningen i EU er sidenhen ændret efter flere tragiske hændelser hvor personer er omkommet i køjen, bl.a. ved brand og ved kvælning på grund af lavt iltniveau efter madlavning med gasblus eller spritapparat i førerhuset.
Grunden til at man i USA stadigvæk fastholder snudebiler i så stort tal at flere producenter – modsat Europa – opgiver de frembyggede modeller, skyldes at man i USA normalt ikke medregner kabinearealet på en snudebil i opmålingen af vogntogslængden, mens man på en frembygget bil måler totalen fra kofanger til kofanger. Det betyder altså at der er næsten "frit lejde" til at indrette "sleeperen" i adskillige meters længde, med dobbeltseng og sofagruppe, uden at du skal mindske ladlængden.